# Steven van der Meulen
Steven van der Meulen (født ?? i Antwerpen – død ca. 1563-64 i London) var en flamsk kunstmaler.
Meulen var aktiv i England 1543-1564 under dronning Elizabeth. Han var en af en række flamske kunstnere, der var aktiv ved Elizabeths hof. Han er kendt for malerier af Elizabeth og andre prominente.
Et nyligt fundet (ca. 1965) testamente synes at indikere, at han døde mellem oktober 1563 og januar 1564.

## Liv
Der kendes kun meget lidt til van der Meulens privatliv. Han var sandsynligvis født i Antwerpen, hvor han studerede under Willem van Cleve den Yngre i 1543 og blev optaget i Sankt Lukasgildet i 1552. Fra september 1560 var han i London, hvor han fik indfødsret den 4. februar 1562.
I 1561 var den engelske købmand John Dymocke (eller Dymoch) i Sverige, hvor han på Elizabeths vegne forhandlede ægteskab med Erik 14. af Sverige. Med sig havde han en hollandsk maler, "Master Staffan", der skulle male et portræt af kongen. Antagelig var det Steven van der Meulen. I 1935 identificerede W. G. Constable portrættet, som det maleri, der hænger på Gripsholm Slot i Mariefred ved Stockholm.
I testamentet dateret den 5. oktober 1583 (under en pestepidemi i London) fremgår det, at hans kone og børn boede med ham i London, da han døde.

- Erik 14. af Sverige, 1561
- Elizabeth af England, c.1563
- John Farnham, 1563
- Portræt af en Dame, antagelig Catherine Carey